# Cresco Labs
 (mars 2022).
Pour les articles homonymes, voir Cresco.
Cresco Labs est une entreprise américaine spécialisée dans la distribution de cannabis, fondée en 2013.

## Histoire
En avril 2019, Cresco Labs annonce Origin House pour 1,1 milliard de dollars,.
En mars 2022, Cresco Labs annonce l'acquisition de Columbia Care, pour 2 milliards de dollars, en échange d'actions, les actionnaires de ce dernier, devant avoir 16 % du nouvel ensemble.